# بخش بندارسکی
بخش بندارسکی (به لاتین: Bondarsky District) یک سکونتگاه مسکونی در روسیه است که در استان تامبوف واقع شده‌است.